# 中央分子区
中央分子区（英語：Central Molecular Zone，简称CMZ）是银河系的一個區域，在巨分子雲複合體中富含估計6000 萬太陽質量(M☉)的氣體。 该区域落在银河系中心附近，因此在射手座内，位于银经1.7°～-0.7°之间，银纬-0.2°～+0.2°之间。其包含银河系中心射电弧，不同的超新星遗迹和发射星云。
其分子聚集区被命名为Sgr D Hll, Sgr D SNR, SNR 0.9+0.1, Sgr B1, Sgr B2, SNR 0.3+0.0, Sgr A, SNR 359.1-00.5, SNR 359.0-00.9, Sgr C, Sgr E，以及一些被称为老鼠，蛇或甘蔗形状的线性结构。该区域发现的分子包括一氧化碳, 甲醇, 异氰酸, 氰化氢和一氧化硅.